# قائمة شخصيات لعبة إله الحرب

شخصيات سلسلة إله الحرب تنتمي إلى عالم خيالي في الأصل، حيث تستند على الأساطير الميثولوجية. تحتوي السلسلة على الشخصيات التقليدية، مثل الآلهة الأولمبية، الجبابرة والأبطال. عدد من الشخصيات الرئيسية أنشئت لإستكمال أحداث اللعبة.
عموماً فقصة اللعبة تركز على شخصية واحدة يمكن اللعب بها، البطل كريتوس، وهو محارب إسبارطي مسكون برؤى عن قتل زوجته وإبنته عن طريق الخطأ. في النهاية يقوم كرتوس بالانتقام لعائلته وذلك بقتل سيده السابق وإله الحرب، أريز. وعلى الرغم من أن كريتوس أصبح إله الحرب الجديد، إلا أنه لا يزال يعاني من الكوابيس وفي نهاية المطاف يتعرض للخيانة من قبل زيوس، ملك الآلهة الأولمبية. المكائد المستمرة من قبل الآلهة والجبابرة، وإساءة استخدام كريتوس أدى في نهاية المطاف لدفعه لتدمير جبل أوليمبوس.
إله الحرب (2005) أنشئت بواسطة إستوديو سوني سانتا مونيكا، كانت اللعبة الإفتتاحية لألعاب السلسلة، استمر الجزء الرئيسي بصدور إله الحرب 2 (2007)، وإله الحرب 3 (2010)، وصدور الألعاب الجانبية مثل إله الحرب: الإرتقاء (2013)، إله الحرب: الخيانة (2007)، إله الحرب: سلاسل الأولمب (2008) وإله الحرب: شبح إسبرطة (2010). تكملة إله الحرب 3 (2010) وتكملة إله الحرب 4 (2018) وتكملة إله الحرب 5راغنروك (2022)  لعبة إله الحرب أخذت مكاناً في الأدب، مع رواية لإله الحرب الأصلية نشرت عام 2010، بالإضافة إلى ستة قصص مصورة قدمت شخصيات جديدة تم نشرها في 2010-2011. رواية إله الحرب 2 نشرت في 2013، وكذلك فيلم مقتبس من اللعبة الأصلية إله الحرب تحت التطوير منذ 2005.

## كريتوس Kratos
كريتوس Kratos
هو الشخصية الرئيسية في جميع أجزاء السلسلة، كان القائد العام للجيش قبل أن يقرر الانتقام من آريز
لأنه اعتقد أن آريز كان السبب في قتله لعائلته فتساعده أثينا على ذلك. وعندما يحقق هدفة بقتل آريز يصبح
إله الحرب الجديد وبعد ذلك يقوم كريتوس بمحاربة زيوس والذي يعتبر أبوه . وبعد سلسلة من الأحداث والمغامرات ينجح كريتوس بقتل زيوس؛ حينها تظهر أثينا وتطالب كريتوس بأعطائها طاقتها ولكن كريتوس يقوم
بطعن نفسه فتصعد طاقته إلى السماء. وبعد سنوات عديدة يبقى كريتوس على قيد الحياة وهو الآن يعيش في عالم (Norse gods)
ولديه ابن يدعى أتروس (Atreus).
يؤدي صوت شخصية كريتوس Terrence C. Carson
وكذلك Antony Del Reo صوت كريتوس الطفل في إله الحرب: شبح إسبرطة(2010)

## الآلهة Gods

### أثينا Athena
أثينا هي إلهة الحكمة وحليفة كريتوس ومرشدته. في الجزء الأول تخبر كريتوس عن مكان صندوق باندورا وكذلك تمنعه من الإنتحار. تؤدي صوت الشخصية كارول روجر (carole ruggier)
في اله الحرب وإيرين توربي (Erin Torpey) في God of war II

### آريس Ares
آريز هو إله الحرب وعدو كريتوس الرئيسي في الجزء الأول وهو ابن زيوس.
تعهد كريتوس له بأن يخدمه إذا انقذ رجاله واعطاه القوة لمحاربة أعداءه .
بعد ذلك، يقومُ كريتوس بشنِّ الحُروب والغزوات باسم آريز، وفي إحدى غزواته يُهاجمُ قريةً يسكُنها عبدة أثينا، حيثُ قام آريز بنقل زوجة كريتوس وابنته سرًا؛ وخلال الهُجوم على الهيكل، وقتله كُلُّ من فيه، يقتل زوجته وابنته بالخطأ، فينكث كريتوس وعده لآريز ويتوعده بالانتقام
وفي نهاية الجزء الأول من السلسلة يقوم كريتوس بقتل آريز ويصبح اله الحرب الجديد. 

يؤدي صوت شخصية آريز ستيفن بلوم (Steven Blum)

### زيوس Zeus
زيوس هو إله الألهة وإله السماء والبرق والرعد وعدو لكريتوس
في God of war II وGod of war III
يقوم زيوس بقتل كريتوس لكن غايا تساعده على ايجاد اخوات القدر ليتمكن من العودة إلى اللحظة التي قتل فيها ليغير قدره
ثم يقتل  يوس.

شخصية  تيوس ظهر في فيلم ديزني هرقل حيث يؤدي صوته في الفيلم كوري بورتن(corey Burton) 

أما صوت  فيوس ي اللعبة فيؤديه باول أيدينج (paul Eiding)
وكذلك (Fred tatascior) في إله الحرب: شبح إسبرطة

### بوسيدون poseidon
هو إله المحيطات وأخ زيوس . في إله الحرب: شبح إسبرطة إستاء بوسيدون منه لأن له دوراً في تدمير مدينة أطلانطس.
في إله الحرب 3 يقوم كريتوس بقتل بوسيدون أثناء هجومه على أوليمبوس. في إله الحرب: الارتقاء ضمن نمط تعدد اللاعبين يكون بوسيدون
أحد الآلهة الاربعة الذين يمكن اختيارهم للعب.

### هيرميس Hermes
هيرميز إله السرعة والتجارة، ورسول الآلهة.
يقتله كريتوس في إله الحرب 3 

يؤدي صوت شخصية هيرميس گريگ إيليس (Greg Ellis) في إله الحرب 3

### أفروديت Aphrodite
أفروديت هي إلهة الحب، وإرملة هيفيستوس .
في الجزء الأول اله الحرب تقوم أفروديت بأعطاء كريتوس سلاح سحري.
في إله الحرب 3 قدمت نصيحة بخصوص ديدالاس بعد أغراء كريتوس.
أفروديت هي الإله الوحيد من الألهة الذين ظهروا في إله الحرب 3 الذي لم يقتله كريتوس. 

يؤدي صوت شخصية أفروديت كارول روجر (carol Ruggier) في اله الحرب و
أبريل ستيوارت (April Stewart) في إله الحرب 3

### هيليوس Helios
هيليوس هو إله الشمس. يقتله كريتوس في إله الحرب 3 ويصبح رأسه سلاحاً
يستخدمه كريتوس لألقاء ضوء العمى والكشف عن المدخل 

يؤدي صوت شخصية هيليوس دويت تشالتز (Dwight schultz) إله الحرب: سلاسل الأولمب
و كريسبن فريمان (crispin Freeman) في إله الحرب 3 .

### هيرا Hera
هيرا هي زوجة زيوس وأخته وملكة الالهة. في إله الحرب 3
هيرا أمرت نصف الإله هرقل بقتل كريتوس لكن كريتوس يقوم بقتل هرقل
عندما التقيا في حدائقها . 

يؤدي صوت شخصية هيرا أدريني باربيو (Adrienne Barbeau) .

### هاديس Hades
هاديس هو إله العالم السفلي. في اله الحرب
يقوم بمساعدة كريتوس في معبد بندورا (Pandora temple)
عن طريق إعطاؤه سحرا. في إله الحرب: الارتقاء ضمن نمط تعدد اللاعبين يكون هاديس أحد الآلهة الاربعة الذين يمكن اختيارهم للعب. 

يؤدي صوت شخصية هاديس نولان نورث (Nolan North) في اله الحرب وكلانسي براون (Clancy Brown) في إله الحرب 3 وفريد تاتاسيور (Fred Tatascior) في إله الحرب: الارتقاء.

### ثاناتوس Thanatos
ثاناتوس هو إله الموت وحاكم حقل الموت
و المسؤول عن سجن وتعذيب أخ كريتوس ديموس 

يؤدي صوت شخصية ثاناتوس آرثر برغاردت (Arthur Burghardt)

## الجبابرة Titans
هم عمالقة أقوياء حكموا الأرض خلال العصر الذهبي الأسطوري، وهم العرق السابق للآلهة الأولمبية. كانت بينهم وبين الآلهة الأولمبية حرب طاحنة انتهت بهزيمتهم وانتصار الأولمبيين بقيادة زيوس.

### غايا Gaya
هي أم الجبابرة وفي الجزء الثاني من اللعبة (God of war II)
أنقذت غايا كريتوس من العالم السفلي بعد كارثة مقاتلته لزيوس وساعدته ليجد أخوات القدر (Sisters of fate)
.في الجزء الثالث (God of war III) غايا أصيبت في الهجوم على أوليمبوس 

يؤدي صوت شخصية غايا ليندا هانت (Lenda Hunt) في إله الحرب 2 

و سوزان بلاكيسلي (susan blakeslee) في إله الحرب 3

### أتلاس Atlas
أتلاس هو أحد الجبابرة الذين يمتلكون أربعة أذرع . كان مسجونا في تارتاروس بعد الحرب العظمى

يؤدي صوت شخصية أتلاس مايكل كلارك دنكن (michael clarke Duncan)

### كرونوس cronos
كرونوس هو والد زيوس وهيرا وهاديس وبوسيدون.
في إله الحرب 3 يسافر كريتوس إلى تارتاروس للبحث عن حجر أومفالوس (Omphalos Stone)
عندما واجه كرونوس وبعد العديد من الأحداث يقوم كريتوس بقتل الجبار كرونوس 

يؤدي صوت شخصية كرونوس لويد شير (Lloyd Sherr) في إله الحرب 2 وجورج بول (George Ball)
في إله الحرب 3

### بيرسس perses
بيرسيس هو جبار بركاني. في إله الحرب 3
بيرسس يهاجم كريتوس لكنه يصاب ويسقط من أعلى الجبل
ولا يراه أحد بعد ذلك ويبقى مصيره مجهولاً.

### بروميثيوس prometheus
بروميثيوس هو جبار معاقب من قبل زيوس . 

يؤدي صوت شخصية بروميثيوس آلان أوبينهيمر (Alan oppenheimer)

### ريا Rhea
ريا تظهر في الذكريات في إله الحرب 2
و هي زوجة كرونوس. عندما يقوم كرونوس بألتهام كل أبناؤه
محاولة منه لعدم تحقيق النبوءة التي تقول بأن أحد ابناءة سيكون أعظم
و أقوى منه فتقوم ريا بأخفاء أحد أبناءه وهو زيوس الصغير وترسله لمكان
بعيد حيث تتولى غايا حمايته ورعايته. ومصير ريا في اللعبة يبقى مجهولاً.

### ثيرا thera
هي إحدى جبابرة الحمم 

يؤدي صوت شخصية ثيرا دي دي ريشر (Dee Dee Rescher)

### تايفون Tiphon
تايفون هو جبار كان مسجونا في جبل بعد الحرب العظمى.
غايا أرشدت كريتوس لتايفون للمساعدة وعندما رفض تايفون ان يساعد
كريتوس قام بفقع عينيه وإعمائه وأخذ قواه السحرية . ومصير تايفون يبقى مجهولاً 

يؤدي صوت شخصية تايفون فريد تاتاسيور (Fred tatascior)

## شخصيات يونانية Greek Characters

### أخوات القدر Sisters of fate
أخوات القدر ظهرن في الجزء الثاني إله الحرب 2. هن ثلاث أخوات لديهن إمكانية التحكم
بالازمان والاقدار للبشر والالهة والجبابرة. جميعهن قتلن على يد كريتوس عندما رفضن ان يعود كريتوس
للوقت الذي قتله فيه زيوس.
| أخوات القدر        | دورهن في اللعبة                                                       | ظهورهن                   | صوت الشخصية                                             |
| ------------------ | --------------------------------------------------------------------- | ------------------------ | ------------------------------------------------------- |
| لاخيسيس (lakhesis) | الاخت الأولى. كانت مصممة على ان تنكر انتقام كريتوس                    | إله الحرب 2              | leigh-allyn Baker                                       |
| أتروبوس (Atropos)  | الاخت الثانية. حاولت ان تغير نتيجة معركة كريتوس وزيوس                 | إله الحرب 2 وإله الحرب 3 | Debi Mae West                                           |
| كلوذو (clotho)     | الاخت الثالثة والأخيرة. الاخت العملاقة والمشوهة والبشعة حارسة المنوال | إله الحرب 2 وإله الحرب 3 | susan silo في إله الحرب 2 وMarina Gordon في إله الحرب 3 |

### هرقل Hercules
هرقل هو نصف إله . يقوم هرقل بمهاجمة كريتوس
لكن كريتوس يقوم بقتله 

يؤدي صوت شخصية هرقل كيفن سوربو (kevin sorbo) في إله الحرب 3 وإله الحرب: الارتقاء

### بيرسيوس perseus
بيرسيوس هو بطل أغريقي يقابل كريتوس أثناء رحلته للعثور على أخوات القدر(Sisters of fate) .
بيرسيوس كذلك طلب من أخوات القدر إعادة حبه الميت . إعتقد بيرسيوس أن كريتوس هو اختبار من أخوات القدر
فقام بمهاجمته لكن كريتوس تمكن من قتله. 

يؤدي صوت شخصية بيرسيوس هاري هاملين (Harry Hamlin)

### ثيزيوس theseus
هو خادم لأخوات القدر وهو الوصي على جواد الزمن. ثيزيوس قام بتحدي كريتوس
ليحدد من هو أقوى محارب في اليونان كلها فوافق كريتوس على التحدي ونجح بقتل ثيزيوس 

يؤدي صوت شخصية ثيزيوس باول إيدينك (Paul Eiding) في إله الحرب 3

### أليثيا Aletheia
هي كاهنة . عندما التقت بكريتوس عرضت على أنها مرأه عجوز فاقدة للبصر 

يؤدي صوت شخصية أليثيا أدرين باربيو (Adrienne Barbeau) في إله الحرب: الارتقاء

### أرگوس Argos
أرگوس هو وحش عملاق متعدد العيون
و هو الحيوان الأليف لملكة الالهة هيرا . أرسل لإيقاف هجوم كريتوس في اليونان
في إله الحرب: الخيانة . بعد العديد من المناوشات مع كريتوس . أرگوس قتل من قبل قاتل غير معروف

### چارون charon
چارون هو المسؤول عن نهر ستيكس في العالم السفلي .
كريتوس قابل چارون في نهر ستيكس مرتين . بالرغم من أن
چارون كاد ان يهزم كريتوس في مواجهتهم الأولى لكن كريتوس عاد وقتل چارون
و أخذ قواه. 

يؤدي صوت شخصية چارون دويت تشالتز (Dwight schultz) 
في إله الحرب: سلاسل الأولمب

### دايدالاس Daedalas
دايدالاس هو مهندس معماري بارع. دايدالاس قام ببناء المتاهة
التي سجنت فيها باندورا بعدما اكتشف زيوس وجودها.
زيوس وعد دايدالاس بأن يعيد له أبنه إكاروس (Icarus)
ولم يكشف له أن إكاروس قد مات. كريتوس قابل دايدالاس وقد كان معلقاً في جزء
من المتاهة . اكتشف دايدالاس ان المتاهة يجب ان تتحد كي تتحرر باندورا. دايدالاس قتل من قبل
كريتوس عندما حاول كريتوس ان يوحد المتاهة. 

يؤدي صوت شخصية دايدالاس مالكولم مكدويل (Malcom mcdowill) في إله الحرب 3

### يوريال Euryale
يوريال هي خادمة لأخوات القدر.
يوريال أرادت الانتقام من كريتوس لقتله أختها ميدوسا.
لكن كريتوس قام بقتلها وقطع رأسها كما فعل بأختها.
كريتوس قام بأخذ رأسها واستخدمه كسلاح ليقلب الأعداء للحجر. 

يؤدي صوت شخصية يوريال جينيفر مارتن (jennifer martin)

### ميدوسا medosa
ميدوسا هي أخت يوريال.
ميدوسا قتلت من قبل كريتوس الذي قطع رأسها.
واستخدمه كسلاح.

### باندورا pandora
باندورا خلقت لهيفيستوس وأصبحت كأبنة إله.
قام زيوس بحبسها في متاهة عندما شعرت بمصدر خوف من صندوق باندورا. 

يؤدي صوت شخصية باندورا ناتالي لاندر (Natalie lander) في إله الحرب 3

## عائلة كريتوس Kratos Family

### كاليوب Calliope
ابنة كريتوس وهي بنت صغيرة. قام كريتوس بقتلها هي وأمها
عن طريق الخطأ عند هجومه الغاضب على معبد أثينا. 

يؤدي صوت شخصية كاليوب ديبي ديريبيري (Debi derryberry).

### كاليستو callisto
أم كريتوس وديموس. 

يؤدي صوت شخصية كاليستو ديانا هورستولد (Deanna Hurstold) وتؤدي جينفر هيل (jenifer hale) صوت شخصية كاليستو الشابة في إله الحرب: شبح إسبرطة.

### ديموس Deimos
أخ كريتوس الاصغر. وهو مختطف من قبل أريز ومعذب من قبل ثاناتوس بسبب الوشم الغريب على جِسمه . 

يؤدي صوت شخصية ديموس إيليجا وود (Elijah wood) في إله الحرب 3 وبريجر زادينا (Bridger zadina) أدى صوت شخصية ديموس الطفل في إله الحرب: شبح إسبرطة

### ليساندرا Lysandra
هي زوجة كريتوس. قتلها كريتوس عن طريق الخطأ مع ابنتها 

يؤدي صوت شخصية ليساندرا گويندولين يو (Gwendoline
Yeo) في إله الحرب 2 وإله الحرب 3 وتقوم جينفر هيل (jenifer hale) بأداء صوت شخصيتها في إله الحرب: الارتقاء

### فاي fay
هي زوجه كريتوس الثانية في الحضارة الاسكندنافيه ووالده ابن كريتوس (اتريس)، لم نرى الشخصية في الجزء الأول للحضاره الاس. كندنافيه؛ فقد ميتها جثمانها وهي ميته

### اتريس atris
هو ابن كريتوس في الحضارة الاسكندنافيه وهو اله الخداع في الحضارة الاسكندنافية، اخفى كريتوس عنه ماضيه لفتره طوليه وبعد الإقناع من ميمير و فريا اخبره، وقد ذهبا في رحله طويله لرمي رماد امه فاي في اعلى جبال العالم الاسكندنافي.

## وصلات خارجية
- God of War voice actors article
- God of War credits
- God of War II credits
- God of War: Chains of Olympus credits
- God of War III PlayStation 3 credits
- God of War: Ghost of Sparta voice credits